# Danziger gatt, Ronneby
För andra betydelser, se Danziger gatt.
Danziger gatt är en fjärd utanför Ronneby i Blekinge. Gattet avser inloppet från Östersjön till Ronneby hamn via Gåsfetens fyr.